# Spincloud Heights
Spincloud Heights är en kulle i Antarktis. Den ligger i Västantarktis. Argentina, Chile och Storbritannien gör anspråk på området. Toppen på Spincloud Heights är 510 meter över havet, eller 14 meter över den omgivande terrängen. Bredden vid basen är 0,45 km.
Terrängen runt Spincloud Heights är huvudsakligen kuperad, men åt nordost är den bergig. Havet är nära Spincloud Heights åt nordost. Trakten är obefolkad. Det finns inga samhällen i närheten. 